# Nino La Rocca
Nino La Rocca, nato Cheick Tidjani Sidibé (Port-Étienne, 5 aprile 1959), è un ex pugile maliano naturalizzato italiano attivo negli anni 80. Fu campione europeo della categoria dei pesi welter nel 1989 e sfidante alla corona mondiale.

## Biografia
Nato a Port-Étienne nell'Africa Occidentale Francese, odierna Nouadhibou in Mauritania, da padre del Mali (Moussa Sidibe, paracadutista dell'Esercito coloniale francese) e madre siciliana (Nunzia La Rocca, nata a Resuttano), ottenne la nazionalità italiana nel 1983, nel corso della carriera. 
L'acquisizione della nazionalità italiana per La Rocca passò attraverso ostacoli e lentezze burocratiche, risolti infine anche grazie all'interessamento dell'allora presidente della Repubblica Italiana, Sandro Pertini.
Fu sposato con la pornoattrice Manuela Falorni, dalla quale successivamente si separò; dopo una lunga battaglia giudiziaria con l'ex marito, nel 1995 la donna ottenne l'affidamento di Antonio, il figlio da lui avuto nel 1986. 
Dalla seconda moglie, ha avuto Moussa.

### Carriera sportiva
(Nino La Rocca)
La Rocca, sotto la guida del suo manager Rocco Agostino, dopo essersi costruito un record immacolato (oltre 50 vittorie, quasi tutte per KO, KOT o ritiro dell'avversario; nessuna sconfitta), subì la sua prima battuta d'arresto in circostanze del tutto fortuite e molto sfortunate. Fu in occasione del suo primo attacco al titolo europeo di categoria, che doveva essere, nelle aspettative, una pura formalità contro il tutt'altro che irresistibile pugile francese Gilles Elbilia. Quest'ultimo, invece, nell'incontro che si disputò il 18 febbraio 1984, conservò il titolo. Una sua testata causò a La Rocca una ferita che lo costrinse all'abbandono del match e che fu suturata con venti punti.

La Rocca nel vittorioso match di Sanremo contro lo statunitense Bobby Joe Young, 10 aprile 1983.

La Rocca ben impressionò anche nell'incontro considerato di qualificazione per l'assalto al titolo mondiale, battendo il più temibile fra gli avversari fino a quel momento incontrati, lo statunitense dell'Ohio Bobby Joe Young. I sogni di La Rocca si infransero contro i pesanti pugni del texano Donald Curry, soprannominato il "Cobra", a Fontvielle il 22 settembre 1984, nel lungamente agognato e meticolosamente preparato assalto alla corona mondiale dei pesi welter WBA-IBF: al 6º round l'italiano è al tappeto.
Successivamente, La Rocca riuscì, finalmente, a conquistare il titolo europeo di categoria, battendo ai punti il britannico Kirkland Laing. Lo detenne dal 15 aprile al 30 dicembre 1989, quando si arrese, sempre ai punti, al francese Antoine Fernandez.
La carriera di La Rocca si chiuse dopo 80 incontri, con 74 vittorie (54 per KO) e 6 sconfitte. L'ultimo incontro lo disputò contro il solido pugile venezuelano Luis Gabriel Garcia con in palio di fatto una corona mondiale trattandosi di un titolo internazionale per la sigla WBC che valeva come semifinale per un successivo confronto valevole per un titolo iridato. In una sua successiva intervista il pugile italiano disse di essersi preparato per una sfida sulle 8 riprese e non sulle 12 come in quel caso essendoci in palio un titolo. Ammise di essere stato impressionato e disorientato fin da subito dalla potenza del rivale sudamericano e preferì limitare i danni abbracciandolo per subire meno colpi possibili pur sapendo di rischiare una squalifica che si concretizzò all'ottava ripresa. Dopo di allora non tornò più sul ring. (Il record) dei suoi incontri da professionista è consultabile al seguente collegamento esterno. Si stima che, tra "borse" e sponsorizzazioni, La Rocca abbia guadagnato circa un miliardo di lire. 
Cinque anni dopo il ritiro, il trentaseienne La Rocca tentò il ritorno sul ring. Per aggirare la legge italiana che vietava la pratica del pugilato professionistico a chi ha superato l'età di 35 anni, si iscrisse alla federazione francese, che consente di combattere fino a 40 anni. Il 4 marzo 1995, a San Quintino (Francia), avrebbe dovuto affrontare l'ex campione francese ed ex sfidante al titolo europeo Pascal Lustenberg, ma all'ultimo momento gli venne negato il nullaosta. Nel luglio 1998 mise in atto una protesta incatenandosi davanti a Palazzo Chigi, allo scopo di ottenere l'interessamento delle autorità affinché gli fosse consentito di riprendere a boxare. Nel dicembre 1999 compì analoga azione dinnanzi al Quirinale dopo essere stato bocciato all'esame per diventare maestro di pugilato, invocando un lavoro nel settore.
Nel 2014 gli fu riconosciuto un vitalizio ai sensi della legge Giulio Onesti.

### Caratteristiche tecniche
Portò sul ring un pugilato innovativo e rivoluzionario. I suoi incontri erano spettacolari e divertenti, con frequenti trovate e numeri tuttora inimitati. L'avversario di turno si ritrovava a fare da bersaglio e veniva surclassato, prima di subire il quasi inevitabile KO. Colpi improvvisi e pugni che partivano dalla mano diversa da quella che sembrava preparare il colpo, sorprendevano l'avversario cogliendolo impreparato e risultando, perciò, di straordinaria efficacia. Tutto ciò si univa a straordinarie doti di mobilità e rapidità.
Gli americani (presso cui è d'uso la grafia «LaRocca») gli attribuirono il soprannome "The Italian Ali". Tuttavia, i limiti di La Rocca lo hanno penalizzato in modo determinante: infatti, nonostante le straordinarie doti di mobilità e di velocità che possedeva, la sua scarsa potenza gli impedì di eccellere ai più alti livelli.